# Круме Наумовски
Круме Наумовски (на македонска литературна норма: Круме Наумовски) е югославски партизанин и деец на НОВМ.

## Биография
Роден е като Крум Наумов през 1914 година в град Тетово. През 1941 година става член на Местния комитет на ЮКП за Тетово, а от следващата година е отговорен за техниката на Покрайненския комитет на ЮКП за Македония. През 1943 става член на Петия областен комитет на МКП, а от 1944 е секретар на Околийския комитет на МКП за Скопие. След Втората световна война взема участие в Учредителното събрание на Социалистическа република Македония и е председател на Съвета за физическа култура към правителството. Носител е на Партизански възпоменателен медал 1941 година.